# Klopicoris
Klopicoris is een geslacht van wantsen uit de familie van de Miridae (Blindwantsen). Het geslacht werd voor het eerst wetenschappelijk beschreven door Van Duzee in 1915.

## Soorten
Het genus is monotypisch en bevat alleen de volgende soort:

- Klopicoris phorodendronae (Van Duzee, 1914)